# Venansault
Venansault település Franciaországban, Vendée megyében. Lakosainak száma 4743 fő (2022. január 1.). Venansault Aizenay, Beaulieu-sous-la-Roche, Aubigny-les-Clouzeaux, La Génétouze, Landeronde, Mouilleron-le-Captif, La Roche-sur-Yon és Les Clouzeaux községekkel határos.

## Népesség
A település népessége az elmúlt években az alábbi módon változott:
| Lakosok száma | 4595 | 4652 | 4833 | 4644 | 4636 | 4628 | 4698 | 4720 | 4743 |
|               | 2013 | 2015 | 2016 | 2017 | 2018 | 2019 | 2020 | 2021 | 2022 |